# Ампир (кинотеатр)
Ампир – один из старейших кинотеатров в городе Херсоне (ныне закрытый). Здание располагается по адресу: улица Театральная (бывшая Горького), 17.

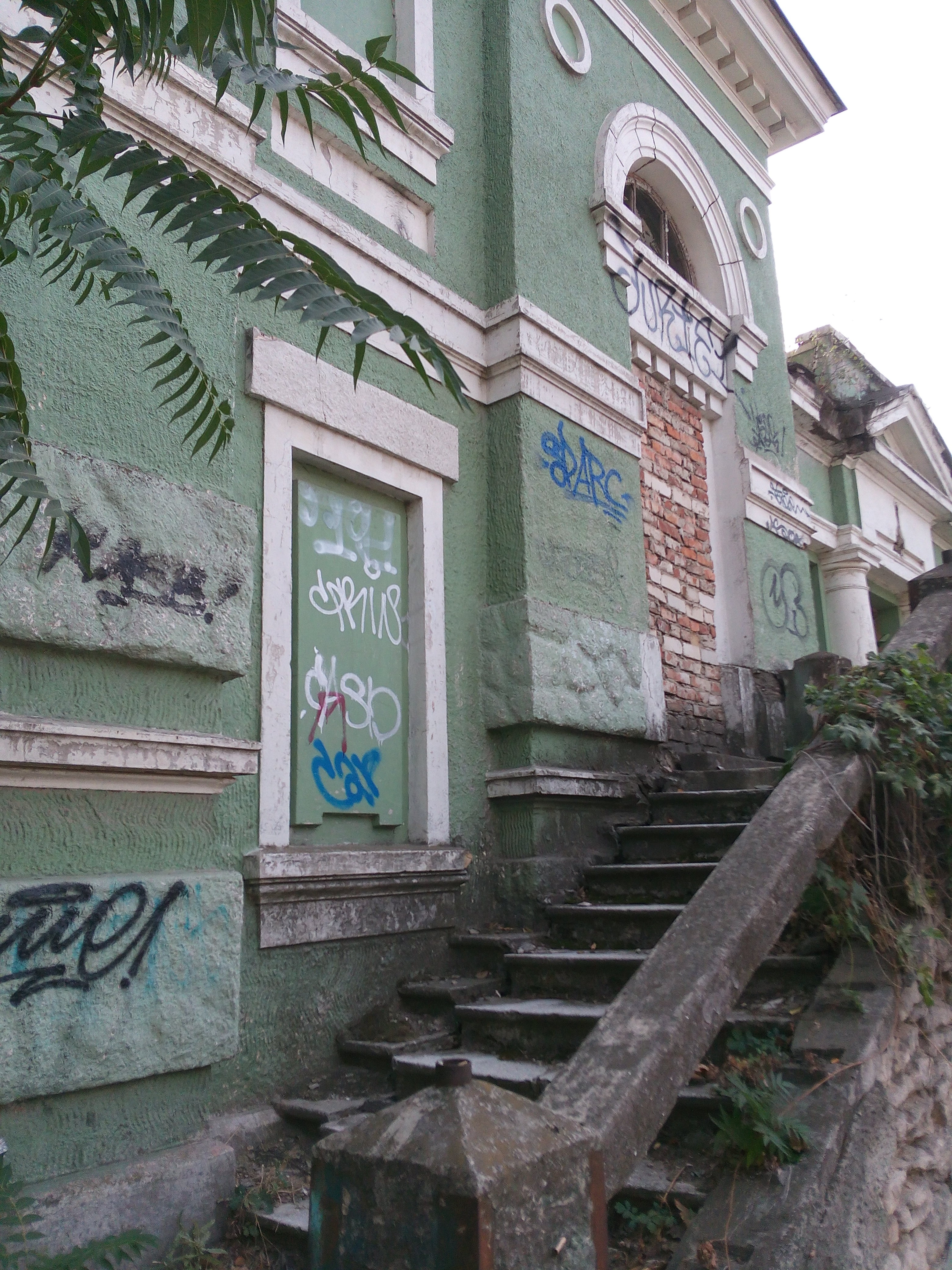
Вид на кинотеатр с другой стороны здания

## Описание
Кинотеатр был открыт в 1915 году местным бизнесменом Ишаей Спектр, а само здание было построено в конце IX — начале XX века.
Ампир быстро получил популярность среди жителей Херсона, ведь на момент открытия и до Октябрьской революции 1917 года он оставался ведущим кинотеатром города и одним из первых подобных культурных учреждений в нём. В Ампире демонстрировались все современные на тот момент кинофильмы: как производства Российской империи, так и зарубежные. В 1920 году кинотеатр был экспроприирован, а в 1924 году ему было присвоено название «Госкино им. «Коминтерна». С 1930 года кинотеатр, впервые в истории города, начал прокат кинолент со звуком, однако, из-за прихода советской власти ассортимент фильмов заметно сократился и теперь там демонстрировались исключительно ленты советского производства, в том числе и пропагандистского направления. Во время Второй мировой войны, даже находясь под оккупацией нацистской Германии, кинотеатр продолжал активно работать, за исключением дней особенно кровопролитных боёв, однако теперь — под именем «Глория». Во время боёв за Херсон кинотеатр был лишь незначительно повреждён. В 1944 году, через 3 месяца после победы Советской армии, работа кинотеатра была возобновлена.
В 1947 году была проведена большая реконструкция здания и с тех пор до самого своего закрытия до конца 1990-х годов он продолжал активно работать. В период 1996—1998 годов кинотеатр часто подвергался актам вандализма и грабежей, а в 1998 году «Ампир» был подожжён, в результате чего сильно пострадал. В том же году он был окончательно закрыт, а в 2009 году продан частному лицу.
По состоянию на 2020 год здание разрушается и постепенно приходит в запустение.